# Cordill

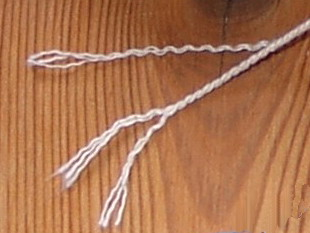
Cordill descompost.

Un cordill és una corda lleugera o una corda, més gruixuda i resistent que el fil, composta d'almenys dues fibres fines retorçades i, a continuació trenades entre si. Els fils s'uneixen en la direcció oposada a la del seu gir, cosa que afegeix resistència a torsió i evita que es desfaci. Aquest procés de vegades s'anomena embolcall invers. La mateixa tècnica que s'utilitza per fer cordill també s'utilitza per fer fil, que és més prim,i corda, que és més fort i més gruixut, generalment amb tres o més fils.
Les fibres naturals que s'utilitzen per fer cordill són la llana, cotó, sisal, jute, cànem, henquen, paper i coco. També s'utilitzen diverses fibres sintètiques com polietilè o polipropilè, niló o altres poliamides i polièsters. El cordill és una substància popular que s'utilitza en l'artesania moderna, que s'enrotllada formant un conjunt més o menys ordenat en cabdells, i pot o no ser elàstic.

## Usos

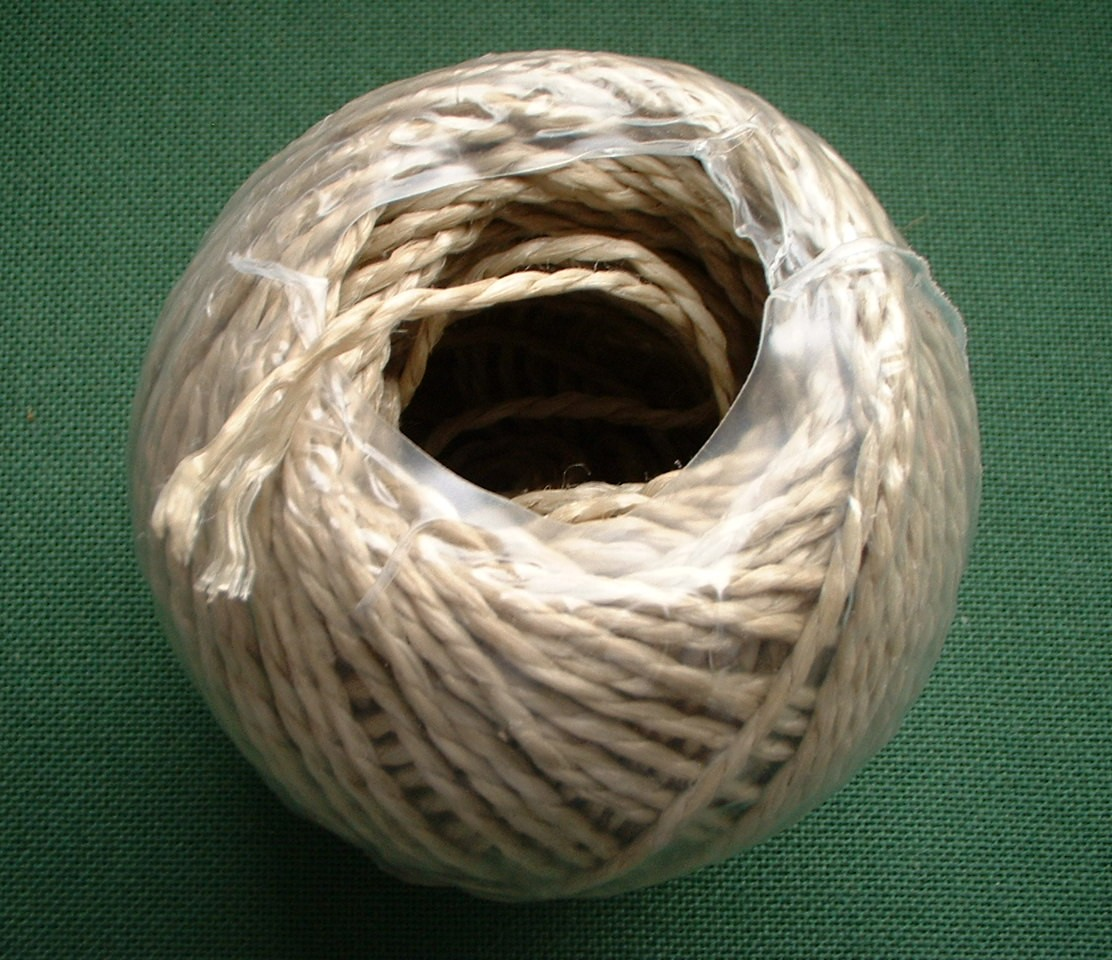
Cabdell de cordill

Cordills i cordons s'utilitzen a la roba, per exemple al voltant del coll o la cintura per subjectar la roba o per estirar-la, o per subjectar el calçat al peu. Els cordons també s'utilitzen amb les cortines, com a ajuda per tancar la cortina. A continuació, el cable s'uneix a la part superior de la cortina, a prop dels rails de la cortina. També s'utilitzen cordons per decorar o reforçar peces de vestir, bosses i similars. També es porten directament com a joieria, amb comptes, petxines o altres peces o no. En els uniformes, un cordó per a la decoració s'anomena galó.

## Història

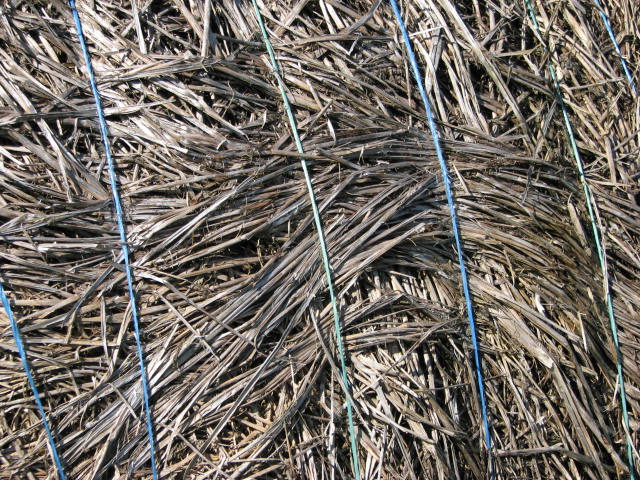
Cordill aglutinant que assegura una bala de fenc

La invenció del cordill és almenys tan important com el desenvolupament d'eines de pedra per als primers humans. De fet, Elizabeth Wayland Barber ha anomenat el desenvolupament del cordill, que es pot fer molt més forta i llarga que les fibres que la componen, com la revolució de les cordes. El cordill es podria utilitzar per fixar puntes i fulles a fletxes, llances, arpons i altres eines i per fabricar trampes, bosses, llits per a nadons, xarxes de pesca i caça i aparells marins, sense oblidar la guarda de llenya, transportar mercaderies i ancorar tendes i refugis. El cordill és la base tant per a la fabricació de tèxtils com de cordes. Els cordills s'han fet de pèl d'animals, inclosos els humans i material vegetal, sovint a partir del teixit vascular d'una planta (conegut com a bast), però també d'escorça i fins i tot de llavors, per exemple, d'alzina. Tanmateix, a diferència de les eines de pedra o metall, la majoria dels cordills estan absents del registre arqueològic perquè estan fetes de materials peribles que poques vegades sobreviuen amb el pas del temps. Com que les dones treballaven sovint amb fibra, la desaparició de cordills, cistelles i tèxtils fa que no s'hagin conservat registres sobre la importància de les innovacions i la mà d'obra de les dones durant el Paleolític superior (fa 50.000-10.000 anys). De fet, el descobriment d'antigues perles i la datació de viatges marítims de fa almenys 60.000 anys suggereix que la "revolució de les cordes" podria haver-se produït molt abans del Paleolític superior. El cordill vegetal es va fer servir per aixecar puntes de pedra fa aproximadament 58.000 anys al sud d'Àfrica.
S'han descobert restes de cordill paleolític en alguns llocs: la cova Dzudzuana de Geòrgia, de 30.000 anys d'antiguitat, el jaciment d'Ohalo II d'Israel de fa 19.000 anys, i les Coves de Lascaux, de 17.000 anys. El 2016 es va desenterrar al jaciment de Hohle Fels una peça tallada d'ivori de mamut de tres forats, datada amb 40.000 anys d'antiguitat, famosa pel descobriment tant de figuretes femenines com de flautes del Paleolític. S'ha identificat com una eina per fer cordes. A les Amèriques, s'ha trobat cordill al pantà de Windover, a Florida, que data de fa 8.000 anys. Un petit tros de cordill descobert a l'Abri du Maras, al sud-est de França, s'ha datat de fa uns 50.000 anys i va conduir a la hipòtesi que els Neandertal fabricaven cordes.
Les primeres representacions de cordill són poques, però una de les aproximadament 200 figuretes de Venus que s'han trobat a tota Euràsia es representa amb una "faldilla de corda" (la Venus de Lespugue, datada de fa 25.000 anys), de la que E. J. W. Barber assenyala que no només es talla detalladament cada gir de les cordes, sinó que també "es mostra l'extrem inferior de cada corda desglossant-se en una massa de fibres soltes."
Una altra evidència de l'ús prehistòric del cordill la proporcionen les impressions sobre metall o en ceràmica i altres artefactes ceràmics. A la cova de Fukui, al Japó, aquestes impressions daten de fa 13.000 anys. Les empremtes de material teixit en fang trobades al jaciment de Dolni Vestonice i a diversos altres llocs de Moràvia daten de fa 26.000 anys i es van trobar junt amb agulles i eines que s'utilitzaven per cosir roba i fer xarxes per caçar petits animals i ocells.
Perles, així com petxines i dents d'animals amb forats fets per l'home, també s'han utilitzat com a prova indirecta de l'adobament, així com els plomalls i eines amb les marques de desgast dels cordills. S'han trobat perles amb les restes de fil encara atrapades al seu interior.
Després d'inventar-se la tècnica de fer cordill a mà, es van desenvolupar diversos instruments per produir fil per a la producció tèxtil com fusos, rodes filadores i telers per filar i teixir i eines per fer cordill i corda.

## Procés d'elaboració
El procés d'elaboració s'inicia amb bobines de fil posades en l'eix vertical d'una màquina cordonera, que pot ser manual o automatitzada, que poden ser qualsevol forma de combinació de fibres no torçades, retorçades o trenades. Un cordó es forma mitjançant la torsió d'almenys una capa de material o el trenat de múltiples capes. El nombre de capes i el tipus de material es presta a la denominació del tipus i estructura del cordó. Una capa simple és aquella que es fabrica a partir d'una sola cadena o ramell de material que es gira en la mateixa direcció, mentre que una capa composta es crea girant diversos fils o ramells de material individualment i després girant-los junts en direccions oposades entre si.
Una vegada que es produeix cordill, es pot utilitzar per produir altres formes de funció, habitualment tèxtil i cistelleria. A continuació, la corda filada es combina mitjançant un procés anomenat bricolatge per tal de produir els dos tipus d'objectes. Els components principals d'aquest procés d'agermanament es coneixen com l'ordit i la trama o la base i el punt. Els objectes creats amb aquest mètode mitjançant tècniques variables també poden acollir una decoració estructural única. El pas sistemàtic de l'ordit pot crear imatges o modificacions de patrons. Acompanyant les modificacions de l'ordit, es poden utilitzar materials tenyits o de colors naturals. Es poden crear diferències de textures en objectes torçats mitjançant un espaiat intencionat de les cadenes implementades al teixit. També es poden incorporar altres materials auxiliars per obtenir més detalls com brodats, plomes, aplics, etc.

## Classificació
Hi ha diversos mètodes per classificar objectes com ara fils, tèxtils i cistelles creats amb agulles. La manera com s'espaien les files de trama es pot definir com oberta, tancada o una combinació de les dues. Aquests termes identifiquen la proximitat de les files de trama entre si i la variació d'aquest espaiat intencionat. La forma en què l'ordit i la trama estan interconnectats crea diferents composicions. Aquests arranjaments poden ser simples, diagonals o ambdós. L'última categorització principal prové de la direcció en què es torça la trama. Això es denota com S-twist i Z-twist o ambdues coses. A la torsió S, els fils semblen pujar a mesura que es trenquen cap a l'esquerra i la torsió Z sembla que puja a mesura que es torça cap a la dreta.
Les classificacions addicionals que solen registrar els antropòlegs poden incloure l'amplada de les cadenes, el nombre de cadenes que s'utilitzen juntes per formar l'ordit o la trama, el nombre de files d'ordit i trama per unitat de centímetre i l'amplada dels buits de la trama. Els mètodes de preparació, composició i creació també tenen una gran importància.

## Aplicacions
El cordill es fa servir, entre altres coses:
- per assegurar o fixar envasos (com bosses amb tancament de cordó) i embalatges,
- per fabricar xarxes de diversos esports (arcs de bàsquet, porteries d'hoquei, etc.
- per formar part de joguines com estels, o els cabdells amb què juguen els gats,
- per fabricar peces de bijuteria i artesania,
- per practicar cabuderia,
- a horts, per marcar les parcel·les i subjectar les plantes,
- a la llar, com a línia de roba, per a seients de cadires.